# Burmanski jezik
Burmanski jezik (burm. မြန်မာဘာသာ, MLCTS: mranmabasa) jeste sino-tibetanski jezik koji se govori u Mjanmaru, gde je jedan od službenih jezika i jezik Burmanaca, glavene etničke grupe zemlje. Iako Ustav Mjanmara službeno priznaje ime jezika kao mjanmarski jezik, većina govornika jezika i dalje taj jezik naziva burmanskim, po Burmi, starijem nazivu za Mjanmar. Godine 2007 je ovaj jezik kao maternji govorilo 33 miliona osoba, prvenstveno Burmanaca i srodnih etničkih grupa, a kao drugi jezik 10 miliona, posebno etničkih manjina u Mjanmaru i susednim zemljama.
Burmanski jezik je tonski, visinsko-registarski i slogovno-ritmički, koji je uglavnom jednoznačan i analitički, s redosledom reči subjekat-objekt-glagol. On je član je lolo-burmanske grupe sino-tibetanske jezičke porodice. Burmansko pismo ultimatno vodi poreklo od brahmanskog pisma, bilo kadambe ili palave.

## Klasifikacija
Burmanski pripada južnoburmskoj grani kinesko-tibetanskih jezika. Burmanski jezik se najčešće korišćen među nesinitskim jezicima. Burmanski je bio peti od kinesko-tibetanskih jezika koji je razvio sistem pisanja, nakon kineskih slova, pju pisma, tibetanskog pisma i tangutskog pisma.

## Literatura
- Julie D. Allen;  ., ур. (april 2012). „11. Southeast Asian Scripts” (PDF). The Unicode Standard Version 6.1 – Core Specification. Mountain View, CA: The Unicode Consortium. стр. 368—373. ISBN 978-1-936213-02-3.
- Aung-Thwin, Michael (2005). The Mists of Rāmañña: The Legend that was Lower Burma (illustrated изд.). Honolulu: University of Hawai'i Press. ISBN 978-0-8248-2886-8.
- Aung Bala (1981). „Contemporary Burmese literature”. Contributions to Asian Studies. 16.
- Aung Zaw (septembar 2010). „Tell the World the Truth”. The Irrawaddy. 18 (9). Архивирано из оригинала 18. 9. 2010. г.
- Barron, Sandy; Okell, John; Yin, Saw Myat; VanBik, Kenneth; Swain, Arthur; Larkin, Emma; Allott, Anna J.; Ewers, Kirsten (2007). Refugees from Burma: Their Backgrounds and Refugee Experiences (PDF) (Извештај). Center for Applied Linguistics. Архивирано из оригинала (PDF) 27. 4. 2011. г. Приступљено 20. 8. 2010.
- Benedict, Paul K. (1948). „Tonal Systems in Southeast Asia”. Journal of the American Oriental Society. 68 (4): 184—191. JSTOR 595942. doi:10.2307/595942.
- Bradley, David (proleće 1993). „Pronouns in Burmese–Lolo” (PDF). Linguistics of the Tibeto-Burman Area. 16 (1).
- Bradley, David (2006).  Ammon, Ulrich; Dittmar, Norbert; Klaus J. Mattheier; Peter Trudgill, ур. Sociolinguistics / Soziolinguistik. 3. Walter de Gruyter. ISBN 978-3-11-018418-1.
- Bradley, David (1996). Atlas of Languages of Intercultural Communication in the Pacific, Asia, and the Americas. 1. Walter de Gruyter. ISBN 978-3-11-013417-9.
- Bradley, David (1989). „Uncles and Aunts: Burmese Kinship and Gender” (PDF). South-east Asian Linguisitics: Essays in Honour of Eugénie J.A. Henderson: 147—162. Архивирано из оригинала (PDF) 11. 10. 2017. г. Приступљено 02. 12. 2019.
- Bradley, David (2010). „9. Burma, Thailand, Cambodia, Laos and Vietnam” (PDF).  Ур.: Martin J. Ball. The Routledge Handbook of Sociolinguistics Around the World. Routledge. стр. 98—99. ISBN 978-0-415-42278-9. Архивирано из оригинала (PDF) 16. 7. 2016. г.
- Bradley, David (1995). „Reflexives in Burmese” (PDF). Papers in Southeast Asian Linguistics No. 13: Studies in Burmese Languages (A-83): 139—172.
- Bradley, David (maj 2011). „Changes in Burmese Phonology and Orthography”. SEALS Conference. Kasetsart University. Приступљено 19. 10. 2013.
- Bradley, David (2012). „The Characteristics of the Burmic Family of Tibeto-Burman”. Language and Linguistics. 13 (1): 171—192.
- Chang, Charles Bond (2003). “High-Interest Loans”: The Phonology of English Loanword Adaptation in Burmese (Теза). Harvard University. Приступљено 24. 5. 2011.
- Chang, Charles B. (2009). „English loanword adaptation in Burmese” (PDF). Journal of the Southeast Asian Linguistics Society. 1: 77—94.
- Harvey, G. E. (1925). History of Burma: From the Earliest Times to 10 March 1824. London: Frank Cass & Co. Ltd.
- Herbert, Patricia M.; Milner, Anthony (1989). South-East Asia Languages and Literatures: A Select Guide. University of Hawaii Press. ISBN 978-0-8248-1267-6.
- Hill, Nathan W. (2012). „Evolution of the Burmese Vowel System” (PDF). Transactions of the Philological Society. 110 (1): 64—79. CiteSeerX 10.1.1.694.9405 . doi:10.1111/j.1467-968x.2011.01282.x.
- Tun, Hnin; San San (2001). Burmese Phrasebook. Vicky Bowman. Lonely Planet. ISBN 978-1-74059-048-8.
- Houtman, Gustaaf (1990). Traditions of Buddhist Practice in Burma. Research Institute for Languages and Cultures of Asia and Africa.
- Jones, Robert (1986).  McCoy, John; Light, Timothy, ур. Pitch register languages. Contributions to Sino-Tibetan Studies. E. J. Brill.
- Khin Min, Maung (1987). „Old Usage Styles of Myanmar Script”. Myanmar Unicode & NLP Research Center. Архивирано из оригинала 23. 9. 2006. г. Приступљено 29. 7. 2008.
- Lieberman, Victor B. (2003). Strange Parallels: Southeast Asia in Global Context, c. 800–1830, volume 1, Integration on the Mainland. Cambridge University Press. ISBN 978-0-521-80496-7.
- „Myanmar-English dictionary”. Myanmar–English Dictionary. Myanmar Language Commission. 1993. ISBN 978-1-881265-47-4.
- Nishi, Yoshio (30. 10. 1998). „The Development of Voicing Rules in Standard Burmese”. Bulletin of the National Museum of Ethnology. 23 (1): 253—260.
- Nishi, Yoshio (31. 3. 1998). „The Orthographic Standardization of Burmese: Linguistic and Sociolinguistic Speculations” (PDF). Bulletin of the National Museum of Ethnology. 22: 975—999. Архивирано из оригинала (PDF) 22. 10. 2013. г.
- Okell, John (2002). Burmese By Ear or Essential Myanmar (PDF). London: The School of Oriental and African Studies, University of London. ISBN 978-1-86013-758-7. Архивирано из оригинала (PDF) 20. 04. 2021. г. Приступљено 02. 12. 2019.
- Saini, Jatinderkumar R. (30. 6. 2016). „First Classified Annotated Bibliography of NLP Tasks in the Burmese Language of Myanmar”. Revista InforComp (INFOCOMP Journal of Computer Science). 15 (1): 1—11.
- San San Hnin Tun (2006). Discourse Marking in Burmese and English: A Corpus-Based Approach (PDF) (Теза). University of Nottingham. Архивирано из оригинала (PDF) 21. 10. 2013. г. Приступљено 20. 10. 2013.
- Taw Sein Ko (1924). Elementary Handbook of the Burmese Language. Rangoon: American Baptist Mission Press.
- Taylor, L. F. (1920). „On the tones of certain languages of Burma”. Bulletin of the School of Oriental Studies. 1 (4): 91—106. JSTOR 607065. doi:10.1017/S0041977X00101685.
- Wheatley, Julian; Tun, San San Hnin (1999). „Languages in contact: The case of English and Burmese”. The Journal of Burma Studies. 4.
- Wheatley, Julian (2013). „12. Burmese”.  Ур.: Randy J. LaPolla; Thurgood, Graham. Sino-Tibetan Languages. Routledge. ISBN 978-1-135-79717-1.
- Wheatley, Julian K. (1987). „Burmese”.  Ур.: B. Comrie. Handbook of the world's major languages. Oxford: Oxford University Press. стр. 834–54. ISBN 978-0-19-520521-3.
- Yanson, Rudolf A. (2012).  Hill, Nathan, ур. Aspiration in the Burmese Phonological System: A Diachronic Account. Medieval Tibeto-Burman Languages IV. BRILL. стр. 17—29. ISBN 978-90-04-23202-0.
- Yanson, Rudolf (1994).  Gärtner, Uta; Jens Lorenz, ур. Chapter 3. Language. Tradition and Modernity in Myanmar. LIT Verlag Münster. стр. 366—426. ISBN 978-3-8258-2186-9.
- Becker, Alton L. (1984). „Biography of a sentence: A Burmese proverb”.  Ур.: E. M. Bruner. Text, play, and story: The construction and reconstruction of self and society. Washington, D.C.: American Ethnological Society. стр. 135–55.
- Bernot, Denise (1980). Le prédicat en birman parlé (на језику: French). Paris: SELAF. ISBN 978-2-85297-072-4.
- Chang, Charles Bond (2003). “High-Interest Loans”: The Phonology of English Loanword Adaptation in Burmese (Теза). Harvard University. Приступљено 24. 5. 2011.
- Cornyn, William Stewart (1944). Outline of Burmese grammar. Baltimore: Linguistic Society of America.
- Cornyn, William Stewart; D. Haigh Roop (1968). Beginning Burmese. New Haven: Yale University Press.
- Cooper, Lisa; Cooper, Beau; Lew, Sigrid (2012). „A phonetic description of Burmese obstruents”. 45th International Conference on Sino-Tibetan Languages and Linguistics. Nanyang Technological University, Singapore. Архивирано из оригинала 12. 06. 2022. г. Приступљено 02. 12. 2019.
- Green, Antony D. (2005). „Word, foot, and syllable structure in Burmese”.  Ур.: J. Watkins. Studies in Burmese linguistics. Canberra: Pacific Linguistics. стр. 1—25. ISBN 978-0-85883-559-7.
- Okell, John (1969). A reference grammar of colloquial Burmese. London: Oxford University Press. ISBN 978-0-7007-1136-9.
- Roop, D. Haigh (1972). An introduction to the Burmese writing system. New Haven: Yale University Press. ISBN 978-0-300-01528-7.
- Taw Sein Ko (1924). Elementary handbook of the Burmese language. Rangoon: American Baptist Mission Press.
- Watkins, Justin W. (2001). „Illustrations of the IPA: Burmese” (PDF). Journal of the International Phonetic Association. 31 (2): 291—295. doi:10.1017/S0025100301002122.
- Patricia M Herbert, Anthony Milner, ур. (1989). South East Asia Languages and Literatures: Languages and Literatures: A Select Guide. University of Hawaii Press. ISBN 978-0-8248-1267-6.
- Waxman, Nathan; Aung, Soe Tun (2014). „The Naturalization of Indic Loan-Words into Burmese: Adoption and Lexical Transformation”. Journal of Burma Studies. 18 (2): 259—290. doi:10.1353/jbs.2014.0016.

## Spoljašnje veze
- „E-books for children with narration in Burmese”. Unite for Literacy library. Приступљено 21. 6. 2014.